# Droit de suite
Pour les articles homonymes, voir Droit de suite (journalisme).
Le droit de suite (lat. ius persequendi) est, avec le droit de préférence, une des deux prérogatives attachées au droit réel.
Il s'agit d'un droit opposable à tous et, notamment, à tout acquéreur (indépendamment de sa bonne ou mauvaise foi) de poursuivre un bien en quelque main qu'il passe. C'est donc la prérogative qui appartient aux personnes titulaires d'un droit réel (par ailleurs fréquemment créanciers) d'exercer leurs droits sur un bien en quelque main qu'il se trouve.

## Par pays

### En France

#### Droit des sûretés
Le droit de suite est le droit de faire saisir dans n'importe quel patrimoine le bien grevé de la sûreté afin de faire réaliser ses droits. Ainsi, le droit de suite est un droit attaché à un bien (droit réel) et non à la personne propriétaire ou possesseur de ce bien (droit personnel).
Ce principe était déjà inclus dans la Convention de Berne pour la protection des œuvres littéraires et artistiques de 1886 (art. 14).

#### Ancien Droit
Dans l'Ancien Droit, le seigneur était doté d'un droit de suite sur son serf, ce qui lui permettait de poursuivre en dehors de son domaine, un serf fugitif afin de le reprendre. Toutefois, à partir du Xe siècle, l'Église crée, avec le roi et les comtes, des terres de refuges ou « sauvetés » qui permettent à ceux qui s'y installent de s'affranchir des effets du droit de suite et les rend ainsi libres, eux et leurs familles. Ce droit est finalement aboli par une ordonnance de Louis XVI d'août 1776 (seulement dans le domaine royal français).

### Au Royaume-Uni
La directive 2001/84/CE a été transposée en droit britannique par le Artist's Resale Right Regulations 2006.

### Au Québec
L'article 2660 du code civil du Québec dispose que l'hypothèque confère un droit de suite au créancier hypothécaire : « L’hypothèque est un droit réel sur un bien, meuble ou immeuble, affecté à l’exécution d’une obligation; elle confère au créancier le droit de suivre le bien en quelques mains qu’il soit, de le prendre en possession ou en paiement, de le vendre ou de le faire vendre et d’être alors préféré sur le produit de cette vente suivant le rang fixé dans le présent code. »
L'article 2654.1 (2) C.c.Q. énonce que la créance prioritaire des municipalités et des commissions scolaires pour les impôts fonciers confère un droit de suite à son titulaire.
L'article 2732 C.c.Q. affirme que « le créancier qui a inscrit son hypothèque légale conserve son droit de suite sur le bien meuble qui n’est pas aliéné dans le cours des activités d’une entreprise, de la même manière que s’il était titulaire d’une hypothèque conventionnelle. »

## Droit de suite appliqué au droit d'auteur

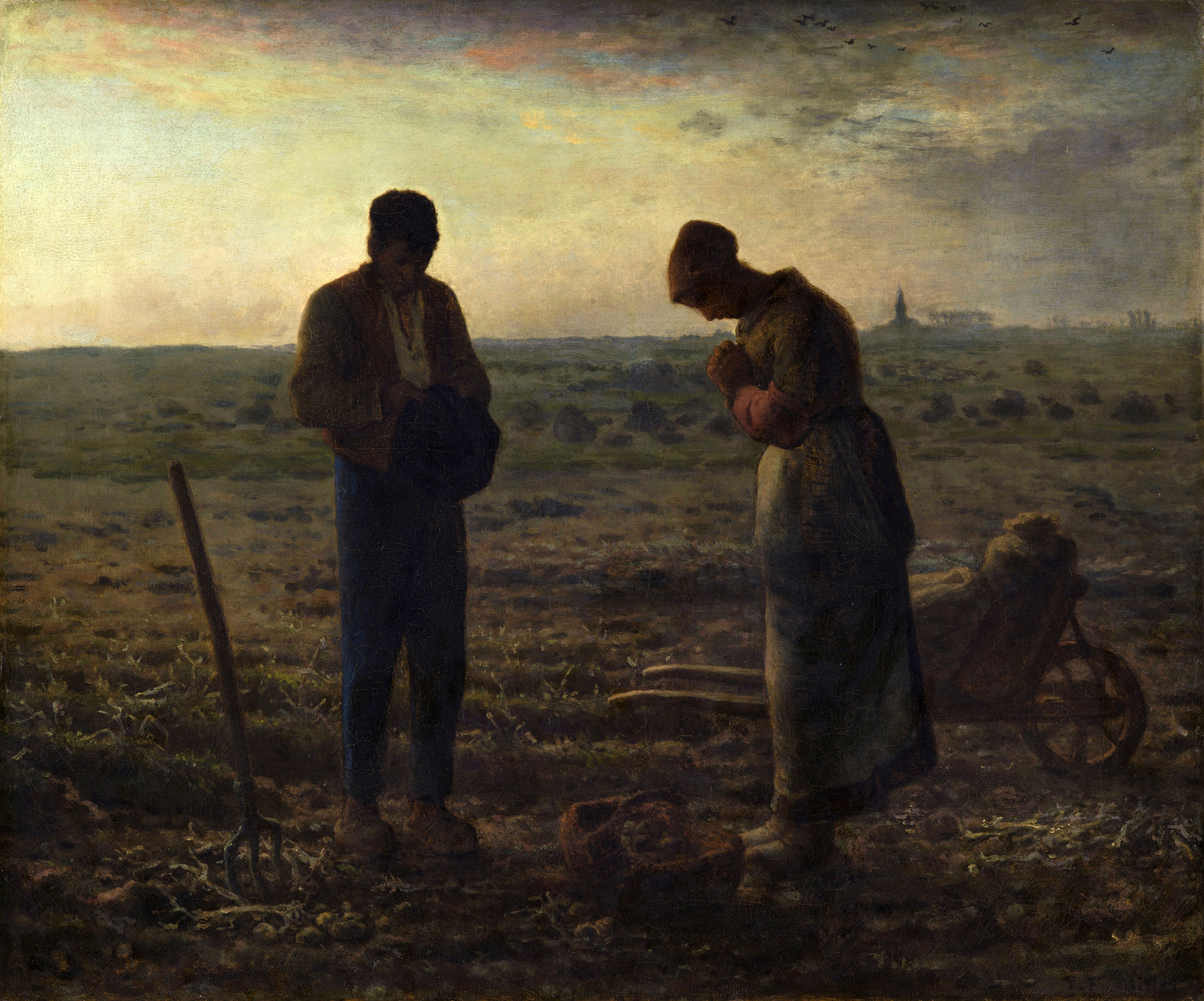
L'Angélus fut vendu par Millet pour 1000 francs en 1865 ; seulement 14 ans après la mort de Millet en 1889, il est revendu par le marchand de cuivre Secrétan pour 553000 francs.

Concernant le droit d'auteur, le droit de suite est : 

« le droit, pour l'auteur d'une œuvre d'art graphique ou plastique originale, à percevoir un pourcentage sur le prix obtenu pour toute revente de cette œuvre. Les ayants droit de l'artiste profitent également de la vente des œuvres d'art jusqu'à 70 ans après le décès de l'artiste. »

### Histoire
Le « droit de suite » a toujours existé pour les immeubles, il a été proposé pour la première fois sur des objets mobiliers en Europe vers 1893, en réponse à la diminution de l'importance du Salon, à la fin du mécénat privé, et pour défendre la cause de « l'artiste affamé »[réf. nécessaire]. De nombreux artistes et leurs familles ont souffert de la guerre et le droit de suite était un moyen de remédier à des situations socialement difficiles.
Selon Renaud Donnedieu de Vabres, le droit de suite a été introduit dans le droit français à la suite de la vente du tableau de Jean-François Millet de 1858, L'Angélus, en 1889 lors de la vente Secretan. Le propriétaire du tableau a tiré un énorme bénéfice de cette vente, alors que les héritiers de l'artiste vivaient dans la pauvreté.

### En France
En France, le droit de suite est l'objet de l'article L122-8 du code de la propriété intellectuelle. Il va de 4 à 0,25 % du prix, tout en étant plafonné à 12 500 €.

### Dans l'Union européenne
Le droit de suite en matière de droit d'auteur a été généralisé dans l'Union européenne par la directive 2001/84/CE (Resale Rights Directive (en)) et reformulé par la loi DADVSI.

### Droit de suite et Convention de Berne
Bien que plusieurs parties contractantes de la Convention de Berne pour la protection des œuvres littéraires et artistiques aient adopté ce droit, l’article 14 ter.1) de cette convention n’oblige pas les pays de l’Union de Berne à le mettre en œuvre dans leur cadre juridique national.
Tout État membre qui décide de reconnaître le droit de suite dans sa législation nationale est également libre d’appliquer la règle de réciprocité à l’égard des ressortissants d’autres pays qui confèrent des niveaux de protection différents ou qui ne le reconnaissent pas en vertu de leur législation.
Si quelque 80 pays reconnaissent ce droit, beaucoup d’autres, dont les grands marchés de l’art que sont les États-Unis d’Amérique et la Chine, ne l’ont pas adopté.